# Lajos Aulich
Lajos Aulich (1792–1849) est un officier et un homme politique hongrois. Colonel dans l'armée hongroise, il participe à la révolution hongroise de 1848 et est nommé général lors de la bataille de Kápolna. Ministre de la Guerre (en) de Hongrie le 14 juillet 1849, il est exécuté moins de trois mois plus tard comme l'un des 13 martyrs d'Arad.